# 519 Силванија
519 Силванија (енгл. 519 Sylvania) је астероид главног астероидног појаса са пречником од приближно 48,25 km.
Афел астероида је на удаљености од 3,309 астрономских јединица (АЈ) од Сунца, а перихел на 2,267 АЈ.
Ексцентрицитет орбите износи 0,186, инклинација (нагиб) орбите у односу на раван еклиптике 11,017 степени, а орбитални период износи 1700,799 дана (4,656 године).
Апсолутна магнитуда астероида је 9,14 а геометријски албедо 0,167.
Астероид је откривен 20. октобра 1903. године.